# Glinice
 Glinice  falu  Horvátországban Károlyváros megyében. Közigazgatásilag Cetingradhoz tartozik.

## Fekvése
Károlyvárostól 34 km-re délkeletre, községközpontjától 8 km-re északnyugatra, a Kordun területén fekszik.

## Története
A településnek 1857-ben 156, 1910-ben 426 lakosa volt. Trianonig Modrus-Fiume vármegye Szluini járásához tartozott.
2011-ben 31  lakosa volt.

## Lakosság
| Lakosság változása | Lakosság változása | Lakosság változása | Lakosság változása | Lakosság változása | Lakosság változása | Lakosság változása | Lakosság változása | Lakosság változása | Lakosság változása | Lakosság változása | Lakosság változása | Lakosság változása | Lakosság változása | Lakosság változása | Lakosság változása |
| ------------------ | ------------------ | ------------------ | ------------------ | ------------------ | ------------------ | ------------------ | ------------------ | ------------------ | ------------------ | ------------------ | ------------------ | ------------------ | ------------------ | ------------------ | ------------------ |
| 1857               | 1869               | 1880               | 1890               | 1900               | 1910               | 1921               | 1931               | 1948               | 1953               | 1961               | 1971               | 1981               | 1991               | 2001               | 2011               |
| 156                | 279                | 324                | 344                | 346                | 426                | 399                | 447                | 381                | 354                | 360                | 267                | 191                | 123                | 67                 | 31                 |